# NGC 2220
NGC 2220 је група звезда у сазвежђу Крма која се налази на NGC листи објеката дубоког неба.
Деклинација објекта је - 44° 45' 28" а ректасцензија 6h 21m 12,0s. Привидна величина (магнитуда) објекта NGC 2220 износи 10,7. NGC 2220 је још познат и под ознакама ESO 255-**4.